# 김원준 (2000년)
김원준(金沅俊, 2000년 9월 25일~) 은 대한민국의 축구 선수로 현재 K리그2 성남 FC의 선수로 뛰고 있다.